# Hold the Light
Hold the Light – singel polskiego piosenkarza Dominika Dudka. Singel został wydany 9 stycznia 2025.
Kompozycja zajęła 3. miejsce w finale polskich eliminacji do 69. Konkursu Piosenki Eurowizji (2025).
Utwór znalazł się na 11. miejscu listy OLiA, najczęściej odtwarzanych utworów w polskich rozgłośniach radiowych.

## Geneza utworu i historia wydania
Utwór napisali i skomponowali Dominik Dudek, Teodora Špirić i Thomas Oehler, który również odpowiada za produkcję piosenki.
Singel ukazał się w formacie digital download 9 stycznia 2025 w Polsce za pośrednictwem wytwórni płytowej Island Records w dystrybucji Universal Music Polska.
Piosenka została zgłoszona do polskich eliminacji do 69. Konkursu Piosenki Eurowizji organizowanego w Bazylei. Jeszcze przed finałem członkowie Stowarzyszenia Miłośników Konkursu Piosenki Eurowizji OGAE Polska wytypowali piosenkę na 4. miejscu, jako „Faworyt OGAE Polska”. 14 lutego 2025 wystąpił z utworem jako jedenasty z kolei i zajął 3. miejsce z udziałem 13% głosów.

## „Hold the Light” w stacjach radiowych
Nagranie było notowane na 11. miejscu w zestawieniu OLiA, najczęściej odtwarzanych utworów w polskich rozgłośniach radiowych.

## Teledysk
Do utworu powstał teledysk w reżyserii Dawida Ziemby, który udostępniono 10 stycznia 2025 za pośrednictwem serwisu YouTube.

## Lista utworów
- Digital download[2]

1. „Hold the Light” – 2:56

## Notowania

### Pozycja na liście airplay
| Kraj   | Lista (2025)                   | Najwyższa pozycja |
| ------ | ------------------------------ | ----------------- |
| Polska | OLiS – oficjalna lista airplay | 11                |